# Campeonato Mundial de Atletismo em Pista Coberta de 2014 - 3000 m masculino

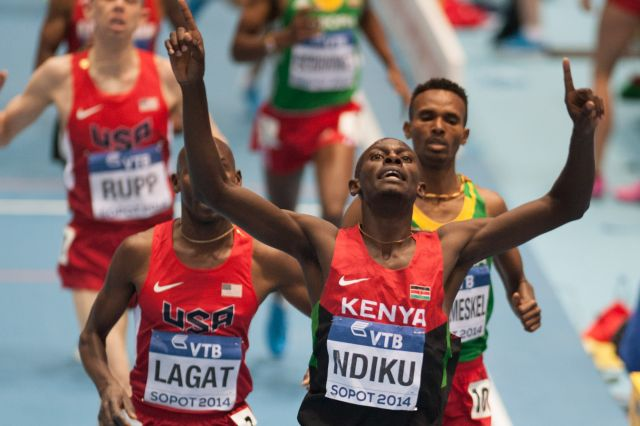

A prova dos 3000 metros masculino do Campeonato Mundial de Atletismo em Pista Coberta de 2014 foi disputada entre 7 e 9 de março na Ergo Arena em Sopot, na Polônia.

## Recordes
Antes desta competição, os recordes mundiais e do campeonato nesta prova eram os seguintes:
|    | Nome               | Nacionalidade | Tempo     | Local              | Data                   |
| -- | ------------------ | ------------- | --------- | ------------------ | ---------------------- |
| WR | Daniel Komen       | Quênia        | 7m 24s 90 | Budapeste, Hungria | 6 de fevereiro de 1998 |
| CR | Haile Gebrselassie | Etiópia       | 7m 34s 71 | Paris, França      | 9 de março de 1997     |

## Medalhistas
| Ouro                        | Prata               | Bronze                  |
| Caleb Mwangangi Ndiku (KEN) | Bernard Lagat (USA) | Dejen Gebremeskel (ETH) |

## Cronograma
| Data       | Hora  | Evento        |
| ---------- | ----- | ------------- |
| 7 de março | 20:25 | Eliminatórias |
| 9 de março | 16:10 | Final         |

## Resultados

### Eliminatórias
Qualificação: 4 atletas de cada bateria  (Q) mais os 4 melhores qualificados (q).  
| Colocação | Bateria | Atleta                | Nacionalidade  | Tempo   | Notas  |
| --------- | ------- | --------------------- | -------------- | ------- | ------ |
| 1.        | 2       | Caleb Mwangangi Ndiku | Quênia         | 7:42,75 | Q      |
| 2.        | 2       | Hagos Gebrhiwet       | Etiópia        | 7:42,95 | Q      |
| 3.        | 2       | Bernard Lagat         | Estados Unidos | 7:42,98 | Q      |
| 4.        | 2       | Hayle İbrahimov       | Azerbaijão     | 7:43,15 | Q      |
| 5.        | 2       | Cameron Levins        | Canadá         | 7:44,04 | q, NR  |
| 6.        | 2       | Zane Robertson        | Nova Zelândia  | 7:44,16 | q      |
| 7.        | 1       | Augustine Choge       | Quênia         | 7:44,85 | Q      |
| 8.        | 1       | Dejen Gebremeskel     | Etiópia        | 7:45,09 | Q      |
| 9.        | 1       | Galen Rupp            | Estados Unidos | 7:45,23 | Q      |
| 10.       | 1       | Andrew Vernon         | Reino Unido    | 7:45,49 | Q, PB  |
| 11.       | 1       | Elroy Gelant          | África do Sul  | 7:45,85 | q      |
| 12.       | 1       | Collis Birmingham     | Austrália      | 7:46,15 | q, PB  |
| 13.       | 2       | Antonio Abadía        | Espanha        | 7:46,36 | PB     |
| DSQ       | 1       | Othmane El Goumri     | Marrocos       | 7:48,83 | Doping |
| 14.       | 1       | Ali Kaya              | Turquia        | 7:51,27 |        |
| 15.       | 1       | Łukasz Parszczyński   | Polónia        | 7:52,91 |        |
| 16.       | 1       | Youssouf Hiss Bachir  | Djibuti        | 7:53,96 |        |
| DSQ       | 2       | Abdelhadi Labâli      | Marrocos       | 7:54,32 | Doping |
| 17.       | 2       | Jonathan Mellor       | Reino Unido    | 8:03,17 |        |
| 18 !      | 2       | Yoann Kowal           | França         | DSQ     |        |

### Final
A final ocorreu dia 9 de março. 
| Colocação         | Atleta                | Nacionalidade  | Tempo   |
| ----------------- | --------------------- | -------------- | ------- |
| Medalha de ouro   | Caleb Mwangangi Ndiku | Quênia         | 7:54,94 |
| Medalha de prata  | Bernard Lagat         | Estados Unidos | 7:55,22 |
| Medalha de bronze | Dejen Gebremeskel     | Etiópia        | 7:55,39 |
| 4.                | Galen Rupp            | Estados Unidos | 7:55,84 |
| 5.                | Hagos Gebrhiwet       | Etiópia        | 7:56,34 |
| 6.                | Hayle İbrahimov       | Azerbaijão     | 7:56,37 |
| 7.                | Elroy Gelant          | África do Sul  | 7:57,31 |
| 8.                | Cameron Levins        | Canadá         | 7:57,37 |
| 9.                | Augustine Choge       | Quênia         | 7:57,46 |
| 10.               | Collis Birmingham     | Austrália      | 7:57,55 |
| 11.               | Andrew Vernon         | Reino Unido    | 7:58,25 |
| 12.               | Zane Robertson        | Nova Zelândia  | 8:01,81 |

Legenda
| Recorde mundial       | Recorde mundial (World record)               |                       | Recorde africano                      | Recorde africano (African) |                                           | Q | Classificado por posição (Qualified) |
| Recorde do campeonato | Recorde do campeonato (Championship record)  | Recorde da América    | Recorde da América (Americas)         | q                          | Classificado por melhor tempo (Qualified) |   |                                      |
| Melhor marca do ano   | Melhor marca do ano (World leading)          | Recorde asiático      | Recorde asiático (Asian)              | DNS                        | Não largou (Did not start)                |   |                                      |
| Recorde nacional      | Recorde nacional (National record)           | Recorde europeu       | Recorde europeu (European)            | DNF                        | Não terminou (Did not finish)             |   |                                      |
| Recorde pessoal       | Recorde pessoal do atleta (Personal best)    | Recorde da Oceania    | Recorde da Oceania (Oceania)          | DSQ / DQ                   | Desclassificado (Disqualified)            |   |                                      |
| Recorde da temporada  | Recorde da temporada do atleta (Season best) | Recorde sul-americano | Recorde sul-americano (South America) | NM                         | Sem marca (No mark)                       |   |                                      |